# John Fearn
John Fearn (1768–1837) byl důstojník britského královského námořnictva,[zdroj⁠?!] námořní kapitán a objevitel. Je známý jako první Evropan, který vstoupil na půdu pacifického ostrova Nauru, který je nyní nezávislou republikou.
Fearn objevil Nauru 8. listopadu 1798, když plul se svou velrybářskou lodí Hunter z Nového Zélandu k čínským břehům. Pojmenoval ho Pleasant Island, podle jeho atraktivní krajiny a přátelské povahy domorodců.